# 米歇尔·霍华德
米歇尔·雅尼娜·霍华德（英語：Michelle Janine Howard，1960年4月30日—）是退役美国海军上将。
霍华德是美国海军首位女性上将，首位非洲裔女性上将，首位擔任戰鬥部隊司令的女上將，同时也是第一位非洲裔女性艦長，指挥拉什莫尔山号船坞登陆舰。
2013年12月20日，美国参议院通过了霍华德晋升上将并担任海军作战副部长，于2014年7月1日正式就职。
2016年6月7日，擔任美國駐歐海軍及美國駐非海軍司令。
2017年12月1日，霍華德退役，結束了近30年的海軍軍旅生涯。

## 生平
霍华德1960年4月生于一个军人家庭，父亲是美國空军军士长、母亲在美國海军陆战队工作。受到家庭环境影响，霍华德在12岁时就想加入军校，但那时的军校还不对女性开放。到高中毕业时，军校开始招收女生，她申请进入位于安纳波利斯的海军官校并獲得录取，成为当时少有的女官校生之一。霍华德于1982年毕业于美国海军学院，获海军少尉军衔。此后，霍华德又到美国陆军指挥参谋学院进修学习，并于1998年获得硕士学位。
从海军军官学校毕业后，分配到海军舰艇上工作，由于表现出色，她在1987年获得海军部长奖，这个奖项每年只颁发给一位女军人，以表彰其出色的领导能力。
1999年霍华德被任命为拉什莫尔登陆舰（USS Rushmore）舰长，首开海军第一位黑人女性担任舰长的先例。2009年霍华德曾指挥第151反海盗联合特遣舰队，在印度洋上为商船护航，严防索马里海盗。
在2007年9月她升为一星准將、2010年8月晋升為二星少將、2012年8月晋升為中將、2013年12月晋升為上將。
霍华德得到过许多嘉奖，包括2013年2月全国有色人种协进会颁发的主席奖。